# لیندزی وان
لیندزی وان(به انگلیسی: Lindsey Vonn) اسکیباز آمریکایی و برنده چند مسابقه بین‌المللی اسکی است. در المپیک زمستانی ۲۰۱۰ ونکوور او در رشته اسکی دره به قهرمانی رسید و مدال طلا دریافت کرد. او در رشته سوپرجی نیز سوم شد و مدال برنز گرفت.